# Fort Boyard (show-műsor)
A Fort Boyard egy francia show-műsor, amit Jacques Antoine hozott létre és először 1990. július 7-én jelent meg a televízióban (Les Clés de Fort Boyard címmel, ezt később rövidítették). Külföldi televíziós társaságok is forgattak itt, köztük Magyarország is a TV2 által 2000-ben, 2024-ben az RTL által Fort Boyard – Az erőd címen. Franciaországban a legnézettebb műsor, a világon pedig a 4. helyen van a Lehetetlen küldetés, a Rettegés Foka és a Survivor után. A felvétel helyszíne Nyugat-Franciaországban az Aix és Oléron szigetek közt található tengeri erőd.

## Szereplők
- Jacques (André Bouchet) és Jean (Alain Prévost) a két törpenövésű segéd, aki elvezeti a játékosokat a mesterhez, a következő kihíváshoz, előkészíti a kihíváshoz szükséges tárgyakat és bezárja őket, ha kifutnak az időből.
- Felindra (Monique Angeon) a tigrismester aki a tigrisekkel van egy térben, ő tereli be a fináléban őket a ketreceikbe és elfordítja a tigris alakú kapcsolót, amikor a játékosok megalkották a jelszót.
- Monsieur la Bull[1](Yves Marchesseau) volt aki a gongszóval jelezte a játék kezdetét és az idő lejártát, bezárta a cellákba akik kifutottak az időből. 2014-ben ott kellett hagynia a műsort egészségügyi okokból és még abban az évben nyelőcsőrák és cukorbetegség következtében meghalt. Szerepét Felindra vette át.

## Egyéb változatok
Több jelentős eltérés is előfordul az egyes nemzetek között.
- Van olyan, hogy kétnapos a játék és az éjszakát ott töltik a játékosok.
- A rabokat nem engedik el, hanem a börtönben kell lenniük és teljesíteni kell egy kihívást, hogy kiszabaduljanak
- Az újabb évadokban feltűnik Mr. Tchan, akinél az egész csapat közösen van jelen a kihívásban, hogy kiszabadítsák a feladat alatt fekvő társukat.[2]
- Az I. és II. rész között lehet még egy megmérettetés, ahol az erőd tanácsosaival kell megmérkőzni különféle logikai játékokban. Itt az dől el, hogy hány másodperc előnnyel vagy hátránnyal indulnak a fináléban.

## Csapatok[3]
A csapatok ötfősek voltak, általában 3 férfi és 2 nő.
| Csapatnév     | Elvitt pénz | Jelszó a kincstárhoz |
| ------------- | ----------- | -------------------- |
| 5-letesek     | 466100      | óriás                |
| Fort-boyler   | 920280      | medve                |
| Harci kutyák  | 50000       | semmi                |
| Kabalák       | 50000       | török                |
| Franciadrazsé | 376690      | hordó                |
| Aranka        | 723710      | kakas                |
| Kaktusz       | 575400      | levél                |
| Le Moulin     | 410350      | kalóz                |
| Kalandorok    | 50000       | halál                |
| Guppi         | 687630      | tojás                |
| Öreg Taták    | 749890      | pokol                |
| Kangyal       | 507080      | létra                |
| Aranyeső      | 241360      | kocka                |
| Lajhárok      | 114420      | méreg                |

## Kihívások és kalandok leírásai

### Kihívások
A játék során különféle feladatok állnak a játékosok elé, hogy megkapják jutalmukat. Az I. részben kulcsokat kell gyűjteni.
| Helye az Erődben             | Francia név | Magyar fordítás           | Leírás | Használatban                     |
| ---------------------------- | --- | ------------------------- | --- | -------------------------------- |
| 1. emelet, 114               | Aiguilleur |                           | A játéktérre belépve a játékos egy szörfdeszka-szerű dolgot lát meg, amire felállva, tudja irányítani a játékteret, tudja forgatni az "áthidalásokat". A cella szemben lévő végéből folyamatosan jönnek az ágyúgolyók, a cél az, hogy az áthidalásokat pontosan beállítva vigyen végig a pályán egy golyót.                                                                           | 1998-2002                        |
| 2. emelet, 216               | Bonneteau | Itt a piros, hol a piros? | A játékvezető három kis pohár alá rejti el a kulcsokat, amelyek szükségesek ahhoz, hogy a játékos mellett lévő három lakatot kioldva megszerezze a kulcsot. | 1990-2000; 2003-2013             |
| 2. emelet, 213               | Tapis Roulant | Futószalag                | A játékos a futószalagra rálépve a feje felett lévő vízzel teli vödröket kell a futószalag legelejére vinni, ahol egy lyukba kell betölteni a megmaradt vizet. Így sokat beöntve a kulcs elkezd lebegni és kiszedhető. | 1995-                            |
| 2. emelet, 203               | Cellule qui rétrécit | A kulcsár rémálma         | Ki kell találni, hogy melyik három kulcs illik a játéktér közepén lévő kofferbe. Csakhogy rengeteg kulcs van, némelyik odacsavarozva és a plafon közben süllyed. | 1992-2009                        |
| 2. emelet, 209               | Colonne du libraire | A könyvkereskedő oszlopa  | A kulcs egy átlátszó dobozban van egy könyvoszlop közepén. A játékos amint megszerezte, bezárja önmagát, ahonnan csak úgy tud kiszabadulni, ha megfelelő magasságban visszaépíti a könyvoszlopot. | 1997-2000                        |
| 2. emelet, 214               | Cylindres | Hengerek                  | A játékosnak át kell kúsznia a hengereket az építmény végéig, de közben figyelnie kell, hogy ezek könnyen elforoghatnak | 1993-                            |
| 1. emelet, 120               | Dauphin |                           | A játékosnak a kötél mentén kell végigmásznia a pályán, hogy megszerezze a kulcsot. | 2000-2010                        |
| 2. emelet, 217               | Débarras |                           | A hordót, melyen egy vaspálca van, a játékosnak át kell tilitolizni a játéktér ellentétes szélébe, hogy a satut kinyitva megszerezze a kulcsot. | 1994-2004                        |
| 1. emelet, 110               | Échelle infernale |                           | Fel kell mászni a létra legtetejére, közben a megmászott fokokat újra kell hasznosítani, ugyanis a létra tetején nincsenek fokok. | 1993-2009                        |
| 2. emelet, 208               | Manolier | Kézibicikli               | A játékosnak a kezével kell végigtekernie a pályán, a szerkezet maga előtt tolja a kulcsot. Ha eljutott a végére, a kulcs leesett és a feladat teljesített. Félúton van egy zsámoly, ahol megpihenhet. | 2000-2015                        |
| 1. emelet, 101               | Menotte |                           | Bilinccsel a kézen, a csöveken végigvezetve kell teljesíteni az akadálypályát. Ha a játékos nem jut el a kulcsig, az a biztos börtönt jelenti. | 1996-2013                        |
| 1. emelet, 105               | Mur | Fal                       | A kihívás két részből áll: először ki kell venni a kulcsot egy sárga háromszög közepéből, ami egy átlátszó dobozban van. Ezután az út lezárul és a fal elindul lefelé. A dobozokat egyesével el kell távolítani annyira, hogy elegendő hely legyen a kijutásra. Érdekesség: ezt a feladatot eddig minden csapat megoldotta, senki nem került börtönbe.                                | 2000-2001                        |
| 1. emelet, 106               | Museum | Múzeum                    | A játékos nem a szokásos helyen kezd, hanem az ajtó feletti lyukból. Végig kell haladni az akadálypályán egy üvegvágóval a kezében. Ha eljut a kulcsig, az üvegvágóval kiveszi a kulcsot a dobozból, majd vissza kell haladnia a pálya elejére. Viszont vigyázni kell, ha bármi leesik a földre vagy érinti a talajt, megszólal a riasztó és a kihívás nem sikerül.                   | 1996-                            |
| Terasz, világítótorony       | Père Fouras | Az admirális              | A toronyban az admirális kérdésére helyesen kell válaszolni. | 1990-                            |
| 2. emelet, 221               | Pierres extérieures |                           | Egy erős játékosnak fel kell húznia a kulcsot egy kötélen, amin ágyúgolyók is vannak. Miután felért a kulcs, egy rácsos kiszögellésen ki kell csavarozni a csigából. | 1990-2010                        |
| 2. emelet, 220               | Baguettes |                           | Két hatalmas kínai evőpálcikával kell három kínai vázát az egyik oldalról a másikba juttatni egy akadálypályán. | 2000-2013                        |
| 1. emelet, 102               | Porteur d'eau |                           | Egy cső segítségével vizet kell tölteni az akadálypálya végén lévő három csőbe. Ezek teljesítésével a mérőóra mutatóján lévő kulcs egy lyukon keresztül kivehető. | 1999-2005                        |
| 2. emelet, 205               | Précipice extérieur |                           | Az erőd külső falától kell megközelíteni egy vakablakot, amiben megtalálható a kulcs. Az idő csak akkor indul, ha a játékosra felszerelték a hevedert, viszont visszafelé le kell tudnia venni a kijutáshoz. | 1995-2001; 2003-2011             |
| 1. emelet, 120               | Scie |                           | Két erős játékosnak el kell fűrészelnie egy fadarabot, ezután tudják a kulcsot kiszedni. A fűrész végére súlyok vannak elhelyezve, ezzel nehezítve a műveletet. | 1999-2000                        |
| 2. emelet, 211               | Table instable | Lengőasztal               | Két játékos szükséges hozzá: az egyik ráfekszik az asztalra, a másik el kezdi tekerni a kart, ami az asztalt a magasba emeli, majd elég magasan meghúzza a mellette lévő kart, ami kinyitja a kulcsot tartalmazó tartót, amit a másik játékosnak ki kell szednie. | 2000                             |
| 2. emelet, 206               | Taupe |                           | A kulcs három méter magasan van, ezért a játékosnak ki kell szabadítania a homokozóból három fadobozt, hogy erre felállva elérje azt. | 1999-2003                        |
| 1. emelet, 111               | Tirlitournette |                           | A játékos először találkozik Jabával a kalózzal, aki ad neki egy korongot, amit a játékosnak be kell illesztenie egy szerkezetbe úgy, hogy közben a létra, amin áll, folyamatosan forog. 7 korongot szükséges behelyezni a győzelemhez. | 2000                             |
| 1. emelet, 119               | Tiroirs |                           | A kulcs egy elzárt területen van. Oda közvetlenül be nem lehet menni, hanem kis zöld lapocskákat kell becsúsztatni, így a kulcs egyre közelebb kerül a kijárathoz. A kieső lapokat egy akadálypálya végén lehet kiszedni, majd megismételni a műveletet, amíg a kulcs kiszedhető. | 2000-2002                        |
| 1. emelet, 113               | Toile d'araignée |                           | A játékosnak egy forgó pókhálóba kell belemásznia, majd egy eszközzel kiszabadítani a kulcsot egy dobozból. | 1996-2000                        |
| 1. emelet, 107               | Tourniquet |                           | A kulcs egy dobozban van a forgóajtóban. A játékosnak hat szárnyas csavart kell kicsavaroznia a győzelemhez, de közben folyamatosan mozognia kell a forgóajtó miatt. | 1998-2012                        |
| 2. emelet, 224               | Tuyau transparent |                           | A játékosnak egy hosszú, átlátszó csövön kell felkúsznia a cső legvégére, hogy az ott lógó kulcsot felszedje, majd kijutni. | 1990-2008; 2010                  |
| 1.emelet 101                 | Boulet sur la Planche A kalandok során kulcssavakat kell gyűjteni. Ezeket nagyrészt szelencékben lehet megtalálni. \| Helye az Erődben \| Francia név \| Magyar fordítás \| Leírás \| Használatban \| \| ---------------------------- \| ---------------------- \| -------------------- \| ------------------------------------------------------------------------------------------------------------------------------------------------------------------------------------------------------------------------------------------------------------------------------------------------------------------------------------------------------------------------------------- \| -------------------------------- \| \| 2. emelet, függesztett kábel \| Cablocypède \| Biciklizés \| A játékos fejjel lefelé teker a kerékpárral három zászlóhoz, amiket kibontva egy-egy betű jelenik meg. A többi játékosnak ezeket a betűket kell beállítani egy szerkezetben a szelence megszerzéséhez. \| 1998-2002; 2004; 2006-2012; 2016 \| \| Földszint, belső udvar \| Catapulte \| Katapult \| Egy játékos hozzá van kötve két gumikötélhez. Egy másik játékosnak egy fejszével el kell vágnia a kötelet, hogy a másik felrepülhessen. Miután felrepült, a torony előtt lévő lapról el kell olvasnia a szót. Ha nem sikerült, a feladatot elbukták. Érdekesség, hogy ebben a játékban nincsen visszaszámlálás. \| 1995-2004; 2012-2013 \| \| 2. emelet, 223 \| Araignées et scorpions \| Pókok és skorpiók \| A versenyzőnek egy pókokkal és skorpiókkal teli verembe kell bemásznia, hogy a testükön papírokat találjon. A kulcsszó félbe van vágva, tehát legalább két állatról kell a papírt levenni. \| 1993-2010; 2012 \| \| Földszint, belső udvar \| Échelle spéléo \| \| A játékosnak egy hosszú gumikötél-létrán kell felmásznia a szelence megszerzéséhez. \| 1994-1996; 2000; 2010 \| \| Földszint, bejárat \| Serpents \| Kígyók \| A játék hasonló elven működik, mint az Araignées et scorpions, csak itt kígyókat kell megvizsgálni. \| 1991- \| \| Terasz, kötélpálya \| Funambule \| Kötéltáncos \| A versenyzőnek egy kötélpályán kell végighaladnia egy egyensúlyozó bottal a kezében a szelence megszerzéséhez. \| 1992-2012 \| \| N/A \| Labyrinthe obscur \| \| A játékost a csapatának kell átvezetnie a sötét labirintusban. A végén egy tetovált meztelen nőről kell leolvasnia a kulcsszót. \| 1991-1998; 2000 \| \| Terasz, világítótorony \| Père Fouras \| Az admirális \| A toronyban az admirális mond három mondatot. Minden mondat megoldása ugyanaz. \| 1990- \| \| 2. emelet \| Pont de singe \| Majomhíd \| A játékosnak egy kötélpályán el kell jutnia körülbelül a háromnegyedéig, hogy egy kulcsot szerezzen, amit vissza kell vinnie csapatának, hogy egy dobozt kinyisson, amiben a szelence lapul. \| 1992-2000; 2002-2005; 2007-2011 \| \| Terasz, belső ugródeszka \| Saut à l'élastique \| Bungee-jumping \| A játékos a torony előtt indul, a csípőjéhez két rugós kötél van kötve. Néhány méterrel előtte van a szelence, amit meg kell szereznie. Leugrik a mélységbe és a visszarántás után kell megkaparintania a szelencét, mert különben a feladat nem sikerült. \| 1991-2009 \| \| Terasz, külső ugródeszka \| Saut de l'ange \| \| A Saut à l'élastique extrémebb változata. A játékos a tenger felett egy gyaloghídról ugrik le a mélybe. A szelence a rugós kötélen van. \| 1996- \| \| N/A \| Souterrain inondé \| Elárasztott helyiség \| A játékosnak négy szobán keresztül kell keresztülúsznia. A harmadik szoba után van egy kis száraz terület, ahol egy szó van kiírva. Az a hordót kell kibontania, amelyiken az a szó van kiírva. \| 1991-1997; 1999-2000 \| \| 1. emelet, 103 \| Tête chercheuse \| \| A játékosnak öt állomáson kell átmenni. Minden állomáson talál egy szót, amit a csapattagjainak ki kell kiabálnia, ugyanis ők 6 szó körül keresik azt az egyet, ami a kulcsszó. Az öt állomáson varangyok, sáskás, egerek, csótányok és legyek vannak. \| 1996- \| \| Terasz \| Tyrolienne \| \| Kétszereplős játék, az Erőd teraszáról indulnak és besiklanak a vízbe. Itt kettéválnak: az egyik versenyző egy kalitkát keres a víz alatt, amiben egy kulcs van, a másik pedig a platformra megy, ahol egy szelence van egy dobozban. A másik játékost segíti azzal, hogy a kötelet húzza magához. Ha megvan, a kulccsal kinyitják a dobozt és egy szócsőben kikiabálják a megoldást. \| 1991-2013; 2015 \| A játék zenéjét 1990 óta egy francia zeneszerző, Paul Koulak szerzi. 1999-ben kiadták a "La musique de toutes les aventures" című CD-t, rajta 25 játékból ismert zenével. 1. 2. 3. |                           | |                                  |
| Helye az Erődben             | Francia név | Magyar fordítás           | Leírás | Használatban                     |
| 2. emelet, függesztett kábel | Cablocypède | Biciklizés                | A játékos fejjel lefelé teker a kerékpárral három zászlóhoz, amiket kibontva egy-egy betű jelenik meg. A többi játékosnak ezeket a betűket kell beállítani egy szerkezetben a szelence megszerzéséhez. | 1998-2002; 2004; 2006-2012; 2016 |
| Földszint, belső udvar       | Catapulte | Katapult                  | Egy játékos hozzá van kötve két gumikötélhez. Egy másik játékosnak egy fejszével el kell vágnia a kötelet, hogy a másik felrepülhessen. Miután felrepült, a torony előtt lévő lapról el kell olvasnia a szót. Ha nem sikerült, a feladatot elbukták. Érdekesség, hogy ebben a játékban nincsen visszaszámlálás.                                                                       | 1995-2004; 2012-2013             |
| 2. emelet, 223               | Araignées et scorpions | Pókok és skorpiók         | A versenyzőnek egy pókokkal és skorpiókkal teli verembe kell bemásznia, hogy a testükön papírokat találjon. A kulcsszó félbe van vágva, tehát legalább két állatról kell a papírt levenni. | 1993-2010; 2012                  |
| Földszint, belső udvar       | Échelle spéléo |                           | A játékosnak egy hosszú gumikötél-létrán kell felmásznia a szelence megszerzéséhez. | 1994-1996; 2000; 2010            |
| Földszint, bejárat           | Serpents | Kígyók                    | A játék hasonló elven működik, mint az Araignées et scorpions, csak itt kígyókat kell megvizsgálni. | 1991-                            |
| Terasz, kötélpálya           | Funambule | Kötéltáncos               | A versenyzőnek egy kötélpályán kell végighaladnia egy egyensúlyozó bottal a kezében a szelence megszerzéséhez. | 1992-2012                        |
| N/A                          | Labyrinthe obscur |                           | A játékost a csapatának kell átvezetnie a sötét labirintusban. A végén egy tetovált meztelen nőről kell leolvasnia a kulcsszót. | 1991-1998; 2000                  |
| Terasz, világítótorony       | Père Fouras | Az admirális              | A toronyban az admirális mond három mondatot. Minden mondat megoldása ugyanaz. | 1990-                            |
| 2. emelet                    | Pont de singe | Majomhíd                  | A játékosnak egy kötélpályán el kell jutnia körülbelül a háromnegyedéig, hogy egy kulcsot szerezzen, amit vissza kell vinnie csapatának, hogy egy dobozt kinyisson, amiben a szelence lapul. | 1992-2000; 2002-2005; 2007-2011  |
| Terasz, belső ugródeszka     | Saut à l'élastique | Bungee-jumping            | A játékos a torony előtt indul, a csípőjéhez két rugós kötél van kötve. Néhány méterrel előtte van a szelence, amit meg kell szereznie. Leugrik a mélységbe és a visszarántás után kell megkaparintania a szelencét, mert különben a feladat nem sikerült. | 1991-2009                        |
| Terasz, külső ugródeszka     | Saut de l'ange |                           | A Saut à l'élastique extrémebb változata. A játékos a tenger felett egy gyaloghídról ugrik le a mélybe. A szelence a rugós kötélen van. | 1996-                            |
| N/A                          | Souterrain inondé | Elárasztott helyiség      | A játékosnak négy szobán keresztül kell keresztülúsznia. A harmadik szoba után van egy kis száraz terület, ahol egy szó van kiírva. Az a hordót kell kibontania, amelyiken az a szó van kiírva. | 1991-1997; 1999-2000             |
| 1. emelet, 103               | Tête chercheuse |                           | A játékosnak öt állomáson kell átmenni. Minden állomáson talál egy szót, amit a csapattagjainak ki kell kiabálnia, ugyanis ők 6 szó körül keresik azt az egyet, ami a kulcsszó. Az öt állomáson varangyok, sáskás, egerek, csótányok és legyek vannak. | 1996-                            |
| Terasz                       | Tyrolienne |                           | Kétszereplős játék, az Erőd teraszáról indulnak és besiklanak a vízbe. Itt kettéválnak: az egyik versenyző egy kalitkát keres a víz alatt, amiben egy kulcs van, a másik pedig a platformra megy, ahol egy szelence van egy dobozban. A másik játékost segíti azzal, hogy a kötelet húzza magához. Ha megvan, a kulccsal kinyitják a dobozt és egy szócsőben kikiabálják a megoldást. | 1991-2013; 2015                  |